# Nodding Acquaintance
Nodding Acquaintance è il primo EP del gruppo musicale britannico Enter Shikari, pubblicato nel giugno 2003 indipendentemente. È il primo lavoro realizzato dai membri dei defunti Hybrid (Rou Reynolds, Chris Batten e Rob Rolfe) con il chitarrista Rory Clewlow, con cui hanno fondato gli Enter Shikari nei primi mesi del 2003.

## Tracce
Testi di Rou Reynolds, musiche degli Enter Shikari.
1. Nodding Acquaintance – 4:06
2. Score 22 – 4:50
3. Frozen Landscape – 5:11

## Formazione
- Rou Reynolds – voce, sintetizzatore
- Chris Batten – basso, cori
- Rory Clewlow – chitarra
- Rob Rolfe – batteria, percussioni